# Leonardo Alenza Nieto
Leonardo Alenza Nieto (Madrid, 1807 - 1845) va ser un pintor espanyol.

## Biografia
Estudià a la Reial Acadèmia de Belles Arts de San Fernando, amb Juan Antonio Ribera i Fernández i José de Madrazo. Va aconseguir estimació crítica des de les seves primeres obres. El 1842, va ingressar a la Real Academia de San Fernando.
Característic representant del Romanticisme. És un dels escassos seguidors de Goya, sobretot en la seva vessant més tràgica i dura. Realitza pintura històrica i retrats. Però és famós, sobretot, per les seves obres costumistes i satíriques, reflex d'una "Espanya negra", dins de la línia del casticisme i l'estil Goyesc. Obres d'aquesta tendència popular són La azotaina ò El Borratxo; de tall satíric. Sàtires del suïcidi romàntic és una sèrie de dues pintures: consta de Sàtira del suïcidi romantic i Sàtira del suïcidi romàntic por amor, on es burla de la "costum" romàntica del suïcidi, amb dues obres es conserven al Museu del Romanticisme de Madrid.
És autor d'una sèrie de gravats coneguda per Capritxos. Es conserven igualment nombrosos dibuixos de tipus populars, entre ells el famós El cafè de Llevant, esbós d'un altre quadre, avui perdut.
La seva tècnica és solta i natural, fonent harmoniosament les influències de Velázquez i de Goya.
Es conserven obres seves al Museu del Romanticisme, al Museu del Prado i al Museu Abelló de Mollet del Vallès.